# Mangroveskogssångare
Mangroveskogssångare (Setophaga petechia) är en fågel i familjen skogssångare inom ordningen tättingar.

## Utbredning och systematik
Mangroveskogssångare delas upp i hela 34 underarter med följande utbredning:
- S. p. oraria – östra Mexiko
- S. p. bryanti – sydöstra Mexiko till södra Nicaragua
- S. p. erithachorides – östra Costa Rica till norra Colombia
- S. p. chrysendeta – nordöstra Colombia och nordvästligaste Venezuela
- S. p. paraguanae – Paraguanáhalvön i nordvästra Venezuela
- S. p. cienagae – nordvästra till norra Venezuela och närliggande öar
- S. p. castaneiceps – södra Baja California, nordvästra Mexiko
- S. p. rhizophorae – Sonora och Sinaloa i nordvästra Mexiko
- S. p. phillipsi – västra Mexiko till Honduras
- S. p. xanthotera – västra Nicaragua och västra Costa Rica
- S. p. althocorys – sydvästra Panama och ön Coiba
- S. p. iguanae – ön Iguana utanför södra Panama
- S. p. aequatorialis – sydcentrala Panama
- S. p. jubaris – sydöstra Panama till västcentrala Colombia
- S. p. peruviana – sydvästra Colombia till nordvästra Peru
- S. p. aureola – Isla del Coco utanför Costa Rica och Galápagosöarna
- S. p. ruficapilla – Martinique
- S. p. rufivertex – Cozumel
- S. p. amouri – Isla Providéncia i västra Karibiska sjön
- S. p. flavida – San Andrés i västra Karibiska sjön
- S. p. eoa – Jamaica och Caymanöarna
- S. p. gundlachi – södra Florida Keys, Kuba, Isla de la Juventud
- S. p. flaviceps – Bahamas
- S. p. albicollis – Hispaniola och närliggande öar
- S. p. chlora – Seven Brothers Keys utanför norra Hispaniola
- S. p. solaris – Gonâve
- S. p. bartholemica – Puerto Rico, Jungfruöarna och norra Små Antillerna
- S. p. melanoptera – Guadeloupe, Dominica och centrala Små Antillerna
- S. p. babad – Saint Lucia
- S. p. petechia – Barbados
- S. p. alsiosa – Grenadinerna
- S. p. rufopileata – Aruba, Curaçao, Bonaire och närliggande öar
- S. p. obscura – Los Roques utanför norra Venezuela
- S. p. aurifrons – kustnära nordcentrala Venezuela, La Tortugaön, Tortuguillas och Piritu

Mangroveskogssångare har ofta betraktats ofta som en del av gul skogssångare (S. aestiva), som då byter vetenskapligt namn till Setophaga petechia.

## Status
IUCN erkänner den inte som art, varför den inte placeras i någon hotkategori.